# Storhamar Idrettslag
Storhamar Idrettslag, kurz: Storhamar IL (deutsch: Sportverein Storhamar), ist ein Sportverein aus der Kommune Hamar in Norwegen. Besonders bekannt sind die Abteilungen Eishockey der Männer und Handball der Frauen. Angeboten werden aber auch Eiskunstlauf und Fußball. Der Verein wurde 1935 gegründet, damals unter dem Namen Storhamar Arbeidernes Idrettslag (Arbeitersportverein Storhamar).

## Eishockey der Männer
Die erste Männer-Mannschaft im Eishockey spielt unter dem Namen Storhamar IL Ishockey Elite in der höchsten norwegischen Liga.

## Eiskunstlauf
Die Eiskunstlaufabteilung von Storhamar IL, Storhamar Kunstløp, bezeichnet sich selbst als ältester norwegischer Verein in dieser Sportart.

## Handball der Frauen
Die erste Frauen-Mannschaft der Handballabteilung von Storhamar IL wurde im Jahr 2014 ausgegliedert. Sie spielt unter dem Namen Storhamar Håndball in der höchsten norwegischen Liga.